# Ragnar Ericson
Aron Carl Ragnar Ericson , född 7 september 1900 i Linderås församling, Jönköpings län, död där 16 oktober 1979, var en svensk kemiingenjör. Han var son till Oscar Ericson i Oberga.
Efter studentexamen i Linköping 1920 avlade Ragnar Ericson avgångsexamen vid Kungliga Tekniska högskolan i Stockholm 1925, diplomerades från Imperial College of Science and Technology i London 1933 och blev filosofie doktor i London 1934. Han gjorde studieresor i Frankrike 1925–1926 och som Ramsay Scholar i Storbritannien 1931–1933. 
Ragnar Ericson var försäljningsingenjör vid Dry Ice Corporation of America i New York 1926–1927, fysiker där 1929–1930, anställd vid General Electric Company i Pittsfield, Massachusetts, 1927–1928 och samt kemist och försäljningsingenjör vid Marma-Långrörs AB:s avdelning för kemiska produkter i Söderhamn från 1934. Han ärvde efter faderns död 1943 Oberga gård i Linderås socken i Småland, vilken han brukade. Han var medlem av Svenska Teknologföreningen från 1925.
Han var far till fysikern Thorleif och statistikern Ragnar.